# Asia Rugby Championship 2018
L’Asia Rugby Championship 2018 (in inglese 2018 Asia Rugby Championship) fu la 4ª edizione dell'Asia Rugby Championship organizzato da Asia Rugby, nonché in assoluto il 31º campionato asiatico di rugby a 15.
La sua divisione maggiore, il Top Three, si tenne tra il 28 aprile e il 2 giugno 2018 e funse da ultimo turno di qualificazioni asiatiche alla Coppa del Mondo 2019: già qualificato il Giappone come Paese organizzatore di tale edizione del mondiale, il torneo dovette esprimere una squadra ulteriore da contrapporre alla migliore tra le oceaniane non qualificate direttamente per l'accesso diretto o, in subordine, ai ripescaggi da disputarsi in Europa a fine 2018.
Ad aggiudicarsi il titolo, per la prima volta nella sua storia, fu Hong Kong, appena la terza squadra a iscrivere il suo nome nel palmarès della competizione dopo Giappone e Corea del Sud, che andò ad affrontare le Isole Cook per un posto al torneo finale delle ripescate.
Per quanto riguarda i tornei inferiori, la Divisione 1 si tenne a Manila (Filippine) tra la formazione di casa e Singapore che si affrontarono in gara doppia per via del ritiro di Sri Lanka e Emirati Arabi Uniti; furono i filippini ad aggiudicarsi il torneo; la Divisione 2 fu di casa a Pattaya (Thailandia), vinta da Taipei cinese.
La terza divisione Centro, che ebbe luogo ad Almaty (Kazakistan), vide la vittoria della squadra padrona di casa; quella Est fu di scena a Brunei e fu vinta da Guam mentre, infine, quella Ovest fu ospitata da Beirut (Libano) e vinta dalla squadra del Paese ospitante.

## Squadre partecipanti
| Top Three     | Divisione 1 | Divisione 2   | Divisione 3     | Divisione 3      | Divisione 3   |
| Top Three     | Divisione 1 | Divisione 2   | Divisione Ovest | Divisione Centro | Divisione Est |
| ------------- | ----------- | ------------- | --------------- | ---------------- | ------------- |
| Corea del Sud | Filippine   | India         | Iran            | Kazakistan       | Brunei        |
| Hong Kong     | Singapore   | Taipei cinese | Libano          | Kirghizistan     | Cina          |
| Malaysia      |             | Thailandia    | Qatar           | Mongolia         | Guam          |
|               |             |               | Giordania       | Pakistan         |               |

## Top Three
| Arbitro: | Tim Baker |

|               |      |                                          |
| Vunimoku 61’  | mt   | 9’, 48’ Jang J-m 25’ tecnica 80’ Kim K-s |
| Bin Sudin 61’ | tr   | 48’, 80’ Oh Y-h                          |
| Bin Sudin 70’ | c.p. | 3’, 21’, 73’ Oh Y-h                      |

| Arbitro: | Shuhei Kubo |

|               |      | |
| Saukuru 36’   | mt   | 15’, 28’ Lamboley 32’ Neville 40’ Slatem 43’, 48’ Salom You 51’ Pincott 61’ Hartley 67’ J. Parfitt 69’ Keith |
|               | tr   | 32’, 40’, 43’, 51’, 61’, 67’, 69’ M. Rosslee                                                                 |
| 77’ Bin Sudin | c.p. | 23’ M. Rosslee                                                                                               |

| Arbitro: | Shuhei Kubo |

|                                      |      |                                     |
| Jang J-m 10’ Lee Y-s 49’ Lee J-b 61’ | mt   | 24’ Spitz 37’ Slatem                |
| Oh Youn-hyung 12’, 50’, 61’          | tr   | 37’ Rosslee                         |
|                                      | c.p. | 4’, 19’, 31’, 44’, 58’, 68’ Rosslee |

| Arbitro: | Stephen Copeman |

|                                                                                                |      |                              |
| Jang S-m 6’, 18’ Kim H-b 24’ Kim N-u 29’, 70’ Lee J-b 34’ Jang J-m 56’ Kim J-m 64’ Kim J-h 75’ | mt   | 42’ Tamanisau 73’ Jamaluddin |
| Oh Y-h 6’, 18’, 24’, 29’, 34’, 56’, 70’, 75’                                                   | tr   | 42’ Kamsol                   |
| Oh Y-h 47’                                                                                     | c.p. |                              |
| Oh Y-h 68’                                                                                     | drop |                              |

| Arbitro: | Shuhei Kubo |

| |      |               |
| Pincott 3’ Denmark 6’ Hartley 16’, 19’, 43’ Lauder 20’, 75’ tecnica 26’ Tsang 30’ Delaforce 53’ Neville 57’ Keith 66’ Fullgrabe 80’ | mt   | 33’ Saukuru   |
| Rimene 3’, 16’, 19’, 20’, 30’, 43’, 53’, 57’, 66’, 75’, 80’ 6’ Rosslee                                                              | tr   | 34’ Bin Sudin |
| | c.p. | 61’ Kamsol    |

| Arbitro: | Shuhei Kubo |

|                                                      |      |             |
| Rosslee 13’ Slatem 24’, 38’ Kam Shing 30’ Lauder 74’ | mt   | 51’ Lee Y-s |
| Rosslee 13’, 24’, 30’, 38’                           | tr   |             |
| Rosslee Rosslee 8’, 51’                              | c.p. |             |

### Classifica
|  | Squadra       | G | V | N | P | P+  | P-  | P±   | B | PT |
|  | ------------- | - | - | - | - | --- | --- | ---- | - | -- |
|  | Hong Kong     | 4 | 4 | 0 | 0 | 227 | 44  | +183 | 3 | 19 |
|  | Corea del Sud | 4 | 2 | 0 | 2 | 128 | 91  | +37  | 2 | 10 |
|  | Malaysia      | 4 | 0 | 0 | 4 | 40  | 260 | -220 | 0 | 0  |

## Divisione 1
| Arbitro: | Rui Shimizu |

|                                                      |      |                             |
| Lynch 6’ Dawson 40’, 53’ Fogerty 73’ Hernandez 40+3’ | mt   | 8’ Barber 59’ Ducorneau     |
| Matthews 40’, 73’                                    | tr   | 59’ Marah                   |
| Matthews 48’                                         | c.p. | 13’, 24’ Barber 40+7’ Marah |
|                                                      | drop | 4’ Barber                   |

| Arbitro: | Seo Insoo |

|                          |      |                                        |
| Humphreys 1’ McFeely 34’ | mt   | 4’ Howorth 38’, 49’ Coveney 66’ Dawson |
| Marah 34’                | tr   | 4’, 49’, 66’ Fogerty                   |
|                          | c.p. | 10’, 28’, 46’, 53’ Fogerty             |

## Divisione 2
| Data           | Incontro                   | Risultato | Sede    |
| -------------- | -------------------------- | --------- | ------- |
| 20 maggio 2018 | Thailandia ― India         | 18–12     | Pattaya |
| 23 maggio 2018 | India ― Taipei cinese      | 5–44      | Pattaya |
| 26 maggio 2018 | Taipei cinese ― Thailandia | 28–21     | Pattaya |

|  | Squadra       | G | V | N | P | P+ | P- | P±  | B | PT |
|  | ------------- | - | - | - | - | -- | -- | --- | - | -- |
|  | Taipei cinese | 2 | 2 | 0 | 0 | 72 | 26 | +46 | 2 | 10 |
|  | Thailandia    | 2 | 1 | 0 | 1 | 39 | 40 | -1  | 1 | 5  |
|  | India         | 2 | 0 | 0 | 2 | 17 | 62 | -45 | 1 | 1  |

## Divisione 3

### Ovest
|  | Semifinali | Semifinali | Semifinali |        |      | Finale          | Finale          | Finale          |  |
|  |            |            |            |        |      |                 |                 |                 |  |
|  | Iran       | Iran       | 17         |        |      |                 |                 |                 |  |
|  | Iran       | Iran       | 17         |        |      |                 |                 |                 |  |
|  | Qatar      | Qatar      | 8          |        |      |                 |                 |                 |  |
|  | Qatar      | Qatar      | 8          |        | Iran | Iran            | 17              |                 |  |
|  |            |            |            |        | Iran | Iran            | 17              |                 |  |
|  |            |            | Libano     | Libano | 29   |                 |                 |                 |  |
|  | Libano     | Libano     | Libano     | Libano | 29   | 62              |                 |                 |  |
|  | Libano     | Libano     |            |        |      | 62              |                 |                 |  |
|  | Giordania  | Giordania  | 3          |        |      | Finale 3º posto | Finale 3º posto | Finale 3º posto |  |
|  | Giordania  | Giordania  | 3          |        |      |                 |                 |                 |  |
|  |            |            |            |        |      |                 |                 |                 |  |
|  |            |            |            |        |      | Qatar           | Qatar           | 25              |  |
|  |            |            |            |        |      | Qatar           | Qatar           | 25              |  |
|  |            |            |            |        |      | Giordania       | Giordania       | 11              |  |

### Centro
|  | Semifinali   | Semifinali   | Semifinali |            |          | Finale          | Finale          | Finale          |  |
|  |              |              |            |            |          |                 |                 |                 |  |
|  | Pakistan     | Pakistan     | 82         |            |          |                 |                 |                 |  |
|  | Pakistan     | Pakistan     | 82         |            |          |                 |                 |                 |  |
|  | Kirghizistan | Kirghizistan | 0          |            |          |                 |                 |                 |  |
|  | Kirghizistan | Kirghizistan | 0          |            | Pakistan | Pakistan        | 0               |                 |  |
|  |              |              |            |            | Pakistan | Pakistan        | 0               |                 |  |
|  |              |              | Kazakistan | Kazakistan | 48       |                 |                 |                 |  |
|  | Kazakistan   | Kazakistan   | Kazakistan | Kazakistan | 48       | 55              |                 |                 |  |
|  | Kazakistan   | Kazakistan   |            |            |          | 55              |                 |                 |  |
|  | Mongolia     | Mongolia     | 6          |            |          | Finale 3º posto | Finale 3º posto | Finale 3º posto |  |
|  | Mongolia     | Mongolia     | 6          |            |          |                 |                 |                 |  |
|  |              |              |            |            |          |                 |                 |                 |  |
|  |              |              |            |            |          | Kirghizistan    | Kirghizistan    | ND              |  |
|  |              |              |            |            |          | Kirghizistan    | Kirghizistan    | ND              |  |
|  |              |              |            |            |          | Mongolia        |                 |                 |  |

### Est
| Data           | Incontro      | Risultato | Sede                |
| -------------- | ------------- | --------- | ------------------- |
| 8 maggio 2018  | Brunei ― Guam | 12–66     | Bandar Seri Begawan |
| 10 maggio 2018 | Guam ― Cina   | 52–12     | Bandar Seri Begawan |
| 12 maggio 2018 | Brunei ― Cina | 18–39     | Bandar Seri Begawan |

|  | Squadra | G | V | N | P | P+  | P-  | P±  | B | PT |
|  | ------- | - | - | - | - | --- | --- | --- | - | -- |
|  | Guam    | 2 | 2 | 0 | 0 | 118 | 24  | +94 | 2 | 10 |
|  | Cina    | 2 | 1 | 0 | 1 | 51  | 70  | -19 | 1 | 5  |
|  | Brunei  | 2 | 0 | 0 | 2 | 30  | 105 | -75 | 0 | 0  |